# UEFA-Pokal 1979/80
Der UEFA-Pokal 1979/80 war die 9. Auflage des Wettbewerbs und wurde von Eintracht Frankfurt gewonnen, nachdem die Mannschaft von Friedel Rausch im rein bundesdeutschen Finale gegen Borussia Mönchengladbach aufgrund der Auswärtstorregel gewann. Die „Borussia“ stand bereits zum vierten Mal im Finale. Neben den beiden Finalisten waren auch der FC Bayern München, der 1. FC Kaiserslautern und der VfB Stuttgart vertreten und erreichten das Halbfinale bzw. Viertelfinale. Dynamo Dresden und der FC Carl Zeiss Jena nahmen für die Deutsche Demokratische Republik, der SK Rapid Wien und der Wiener Sport-Club für Österreich sowie der Grasshopper Club Zürich und der FC Zürich für die Schweiz teil.
Mit je sieben Treffern wurden Dieter Hoeneß von Bayern München und Harald Nickel von Borussia Mönchengladbach Torschützenkönig, gefolgt von Atanas Michajlow (Lokomotive Sofia) mit 6 und Michel Platini sowie Johnny Rep (beide AS Saint-Étienne) mit 5 Toren.
Die UEFA-Pokal Saison 1979/80 wird auch als „deutsches Jahr“ bezeichnet. Alle fünf Teilnehmer aus der Bundesrepublik Deutschland erreichten mindestens das Viertelfinale. Dabei hatte es in der 3. Runde danach ausgesehen, als würde Bayern München bei Roter Stern Belgrad scheitern, denn die Gastgeber führten 3:0, zeigten ein überlegenes Match und hatten das Hinspiel-0:2 bereits vergessen gemacht. Aber innerhalb von 5 Minuten (68./73.) gelangen Dieter Hoeneß die Treffer zum 3:2-Endstand.
Ab dem Halbfinale waren dann nur noch deutsche Vereine vertreten. Kein bundesdeutscher Verein ist gegen einen nicht-deutschen Gegner ausgeschieden. Bis heute ist dies das einzige Mal, dass alle Halbfinalisten eines Europapokalwettbewerbs aus einem Land kamen (Stand Saison 2023/24).

## Modus
Der Wettbewerb wurde in sechs Runden in Hin- und Rückspielen ausgetragen. Bei Torgleichstand entschied zunächst die Anzahl der auswärts erzielten Tore, danach eine Verlängerung, wieder mit Auswärtstorregel, abschließend das Elfmeterschießen.

## 1. Runde
|                          | Gesamt    |                          | Hinspiel | Rückspiel |
| ------------------------ | --------- | ------------------------ | -------- | --------- |
| Glenavon FC              | 0:2       | Standard Lüttich         | 0:1      | 0:1       |
| Lokomotive Sofia         | 3:2       | Ferencváros Budapest     | 3:0      | 0:2       |
| Dundee United            | (a)1:1(a) | RSC Anderlecht           | 0:0      | 1:1       |
| Sporting Gijón           | 0:1       | PSV Eindhoven            | 0:0      | 0:1       |
| Sporting Lissabon        | 2:0       | Bohemians Dublin         | 2:0      | 0:0       |
| TJ Zbrojovka Brünn       | 7:1       | Esbjerg fB               | 6:0      | 1:1       |
| Bohemians ČKD Prag       | 2:4       | FC Bayern München        | 0:2      | 2:2       |
| Galatasaray Istanbul     | 1:3       | Roter Stern Belgrad      | 0:0      | 1:3       |
| SK Rapid Wien            | 2:4       | Diósgyőri VTK Miskolc    | 0:1      | 2:3       |
| Inter Mailand            | 3:2       | Real Sociedad            | 3:0      | 0:2       |
| Atlético Madrid          | 1:5       | Dynamo Dresden           | 1:2      | 0:3       |
| FC Valletta              | 0:7       | Leeds United             | 0:4      | 0:3       |
| AC Perugia               | 1:0       | Dinamo Zagreb            | 1:0      | 0:0       |
| Aris Saloniki            | 4:3       | Benfica Lissabon         | 3:1      | 1:2       |
| FC Zürich                | 2:8       | 1. FC Kaiserslautern     | 1:3      | 1:5       |
| Widzew Łódź              | 2:4       | AS Saint-Étienne         | 2:1      | 0:3       |
| Skeid Oslo               | 01:10     | Ipswich Town             | 1:3      | 0:7       |
| Kalmar FF                | (a)2:2(a) | ÍB Keflavík              | 2:1      | 0:1       |
| Borussia Mönchengladbach | 4:1       | Viking Stavanger         | 3:0      | 1:1       |
| Aarhus GF                | 2:1       | FKS Stal Mielec          | 1:1      | 1:0       |
| FC Carl Zeiss Jena       | 4:1       | West Bromwich Albion     | 2:0      | 2:1       |
| Kuopion Pallotoverit     | 1:4       | Malmö FF                 | 1:2      | 0:2       |
| FC Aberdeen              | 1:2       | Eintracht Frankfurt      | 1:1      | 0:1       |
| Feyenoord Rotterdam      | 2:0       | FC Everton               | 1:0      | 1:0       |
| Schachtjor Donezk        | 2:3       | AS Monaco                | 2:1      | 0:2       |
| Dynamo Kiew              | 3:2       | ZSKA Sofia               | 2:1      | 1:1       |
| Orduspor                 | 2:6       | TJ Baník Ostrava OKD     | 2:0      | 0:6       |
| Wiener Sport-Club        | 1:3       | CS Universitatea Craiova | 0:0      | 1:3       |
| VfB Stuttgart            | (a)2:2(a) | Turin Calcio             | 1:0      | 1:2       |
| Dinamo Bukarest          | 12:00     | Alki Larnaka             | 3:0      | 9:0       |
| SSC Neapel               | 2:1       | Olympiakos Piräus        | 2:0      | 0:1       |
| FC Progrès Niederkorn    | 0:6       | Grasshopper Club Zürich  | 0:2      | 0:4       |

## 2. Runde
|                          | Gesamt    |                       | Hinspiel | Rückspiel |
| ------------------------ | --------- | --------------------- | -------- | --------- |
| Dundee United            | 1:4       | Diósgyőri VTK Miskolc | 0:1      | 1:3       |
| Borussia Mönchengladbach | 4:3       | Inter Mailand         | 1:1      | 3:2 n. V. |
| Aarhus GF                | 2:5       | FC Bayern München     | 1:2      | 1:3       |
| Roter Stern Belgrad      | 6:4       | FC Carl Zeiss Jena    | 3:2      | 3:2       |
| Grasshopper Club Zürich  | (a)1:1(a) | Ipswich Town          | 0:0      | 1:1       |
| PSV Eindhoven            | 2:6       | AS Saint-Étienne      | 2:0      | 0:6       |
| Sporting Lissabon        | 1:3       | 1. FC Kaiserslautern  | 1:1      | 0:2       |
| Aris Saloniki            | 4:1       | AC Perugia            | 1:1      | 3:0       |
| CS Universitatea Craiova | 4:0       | Leeds United          | 2:0      | 2:0       |
| Dynamo Dresden           | (a)1:1(a) | VfB Stuttgart         | 1:1      | 0:0       |
| TJ Baník Ostrava OKD     | 1:2       | Dynamo Kiew           | 1:0      | 0:2       |
| Dinamo Bukarest          | 2:3       | Eintracht Frankfurt   | 2:0      | 0:3 n. V. |
| Lokomotive Sofia         | 5:4       | AS Monaco             | 4:2      | 1:2       |
| Standard Lüttich         | 3:2       | SSC Neapel            | 2:1      | 1:1       |
| Feyenoord Rotterdam      | 5:1       | Malmö FF              | 4:0      | 1:1       |
| TJ Zbrojovka Brünn       | 5:2       | ÍB Keflavík           | 3:1      | 2:1       |

## 3. Runde
|                          | Gesamt    |                          | Hinspiel | Rückspiel |
| ------------------------ | --------- | ------------------------ | -------- | --------- |
| Diósgyőri VTK Miskolc    | 1:8       | 1. FC Kaiserslautern     | 0:2      | 1:6       |
| Grasshopper Club Zürich  | 0:5       | VfB Stuttgart            | 0:2      | 0:3       |
| Borussia Mönchengladbach | 2:1       | CS Universitatea Craiova | 2:0      | 0:1       |
| Lokomotive Sofia         | (a)2:2(a) | Dynamo Kiew              | 1:0      | 1:2       |
| Eintracht Frankfurt      | 4:2       | Feyenoord Rotterdam      | 4:1      | 0:1       |
| FC Bayern München        | 4:3       | Roter Stern Belgrad      | 2:0      | 2:3       |
| AS Saint-Étienne         | 7:4       | Aris Saloniki            | 4:1      | 3:3       |
| Standard Lüttich         | 3:5       | TJ Zbrojovka Brünn       | 1:2      | 2:3       |

## Viertelfinale
|                      | Gesamt |                          | Hinspiel | Rückspiel |
| -------------------- | ------ | ------------------------ | -------- | --------- |
| AS Saint-Étienne     | 1:6    | Borussia Mönchengladbach | 1:4      | 0:2       |
| 1. FC Kaiserslautern | 2:4    | FC Bayern München        | 1:0      | 1:4       |
| VfB Stuttgart        | 4:1    | Lokomotive Sofia         | 3:1      | 1:0       |
| Eintracht Frankfurt  | 6:4    | TJ Zbrojovka Brünn       | 4:1      | 2:3       |

## Halbfinale
|                   | Gesamt |                          | Hinspiel | Rückspiel |
| ----------------- | ------ | ------------------------ | -------- | --------- |
| FC Bayern München | 3:5    | Eintracht Frankfurt      | 2:0      | 1:5 n. V. |
| VfB Stuttgart     | 2:3    | Borussia Mönchengladbach | 2:1      | 0:2       |

## Finale

### Hinspiel
| Borussia Mönchengladbach                               | Borussia Mönchengladbach | Eintracht Frankfurt | Eintracht Frankfurt | Aufstellung                                                    |
| ------------------------------------------------------ | --- | --- | ------------------- | -------------------------------------------------------------- |
| Borussia Mönchengladbach                               | \| 7. Mai 1980 in Mönchengladbach (Bökelbergstadion) \| \| Ergebnis: 3:2 (1:1) \| \| Zuschauer: 25.000 \| \| Schiedsrichter: Emilio Carlos Guruceta Muro ( Spanien) \|                                                                                     | \| 7. Mai 1980 in Mönchengladbach (Bökelbergstadion) \| \| Ergebnis: 3:2 (1:1) \| \| Zuschauer: 25.000 \| \| Schiedsrichter: Emilio Carlos Guruceta Muro ( Spanien) \|                                                                                    | Eintracht Frankfurt | Aufstellung Borussia Mönchengladbach gegen Eintracht Frankfurt |
| Borussia Mönchengladbach                               | Wolfgang Kneib – Wilfried Hannes – Winfried Schäfer, Frank Schäffer , Norbert Ringels – Lothar Matthäus, Christian Kulik, Carsten Nielsen (86. Steen Thychosen) – Karl Del’Haye (72. Ralf Bödeker), Harald Nickel, Ewald Lienen Cheftrainer: Jupp Heynckes | Jürgen Pahl – Bruno Pezzey – Willi Neuberger, Karl-Heinz Körbel, Horst Ehrmantraut – Werner Lorant, Ronald Borchers, Bernd Nickel – Bernd Hölzenbein (79. Norbert Nachtweih), Harald Karger (81. Wolfgang Trapp), Cha Bum-kun Cheftrainer: Friedel Rausch | Eintracht Frankfurt | Aufstellung Borussia Mönchengladbach gegen Eintracht Frankfurt |
| Borussia Mönchengladbach                               | 1:1 Christian Kulik (45.) 2:2 Lothar Matthäus (77.) 3:2 Christian Kulik (88.) | 0:1 Harald Karger (37.) 1:2 Bernd Hölzenbein (71.) | Eintracht Frankfurt | Aufstellung Borussia Mönchengladbach gegen Eintracht Frankfurt |
| Borussia Mönchengladbach                               | Harald Nickel | Werner Lorant, Ronald Borchers | Eintracht Frankfurt | Aufstellung Borussia Mönchengladbach gegen Eintracht Frankfurt |
| 7. Mai 1980 in Mönchengladbach (Bökelbergstadion)      | | |                     |                                                                |
| Ergebnis: 3:2 (1:1)                                    | | |                     |                                                                |
| Zuschauer: 25.000                                      | | |                     |                                                                |
| Schiedsrichter: Emilio Carlos Guruceta Muro ( Spanien) | | |                     |                                                                |

### Rückspiel
| Eintracht Frankfurt                             | Eintracht Frankfurt | Borussia Mönchengladbach | Borussia Mönchengladbach | Aufstellung                                                    |
| ----------------------------------------------- | --- | --- | ------------------------ | -------------------------------------------------------------- |
| Eintracht Frankfurt                             | \| 21. Mai 1980 in Frankfurt am Main (Waldstadion) \| \| Ergebnis: 1:0 (0:0) \| \| Zuschauer: 59.000 \| \| Schiedsrichter: Alexis Ponnet ( Belgien) \|                                                                              | \| 21. Mai 1980 in Frankfurt am Main (Waldstadion) \| \| Ergebnis: 1:0 (0:0) \| \| Zuschauer: 59.000 \| \| Schiedsrichter: Alexis Ponnet ( Belgien) \|                                                                                                  | Borussia Mönchengladbach | Aufstellung Eintracht Frankfurt gegen Borussia Mönchengladbach |
| Eintracht Frankfurt                             | Jürgen Pahl – Bruno Pezzey – Willi Neuberger, Karl-Heinz Körbel, Horst Ehrmantraut – Werner Lorant, Bernd Hölzenbein , Bernd Nickel, Ronald Borchers – Cha Bum-kun, Norbert Nachtweih (77. Fred Schaub) Cheftrainer: Friedel Rausch | Wolfgang Kneib – Wilfried Hannes – Jürgen Fleer, Winfried Schäfer, Norbert Ringels – Ralf Bödeker, Lothar Matthäus (86. Steen Thychosen), Christian Kulik, Carsten Nielsen (68. Karl Del’Haye) – Harald Nickel, Ewald Lienen Cheftrainer: Jupp Heynckes | Borussia Mönchengladbach | Aufstellung Eintracht Frankfurt gegen Borussia Mönchengladbach |
| Eintracht Frankfurt                             | 1:0 Fred Schaub (81.) | | Borussia Mönchengladbach | Aufstellung Eintracht Frankfurt gegen Borussia Mönchengladbach |
| Eintracht Frankfurt                             | Bernd Hölzenbein, Ronald Borchers, Cha Bum-kun | Jürgen Fleer, Wilfried Hannes, Ralf Bödeker | Borussia Mönchengladbach | Aufstellung Eintracht Frankfurt gegen Borussia Mönchengladbach |
| 21. Mai 1980 in Frankfurt am Main (Waldstadion) | | |                          |                                                                |
| Ergebnis: 1:0 (0:0)                             | | |                          |                                                                |
| Zuschauer: 59.000                               | | |                          |                                                                |
| Schiedsrichter: Alexis Ponnet ( Belgien)        | | |                          |                                                                |

## Beste Torschützen
| Rang | Spieler               | Klub                     | Tore |
| ---- | --------------------- | ------------------------ | ---- |
| 1    | Dieter Hoeneß         | FC Bayern München        | 7    |
|      | Harald Nickel         | Borussia Mönchengladbach | 7    |
| 3    | Atanas Michajlow      | Lokomotive Sofia         | 6    |
| 4    | Hans Bongartz         | 1. FC Kaiserslautern     | 5    |
|      | Michel Platini        | AS Saint-Étienne         | 5    |
|      | Johnny Rep            | AS Saint-Étienne         | 5    |
|      | Karl-Heinz Rummenigge | FC Bayern München        | 5    |
|      | Harald Karger         | Eintracht Frankfurt      | 5    |

## Eingesetzte Spieler Eintracht Frankfurt
| Eintracht Frankfurt | |
| Eintracht Frankfurt | - Tor: Klaus Funk (8/-); Jürgen Pahl (4/-) - Abwehr: Bruno Pezzey (12/2); Karl-Heinz Körbel (12/-); Werner Lorant (11/2); Horst Ehrmantraut (4/-); Wolfgang Trapp (3/-); Rigobert Gruber (1/-) - Mittelfeld: Willi Neuberger (12/1); Norbert Nachtweih (11/1); Helmut Müller (10/1); Bernd Hölzenbein (9/3); Ronald Borchers (9/-); Stefan Lottermann (4/1) - Sturm: Cha Bum-kun (11/3); Harald Karger (10/5); Bernd Nickel (7/3); Jürgen Grabowski (7/-); Fred Schaub (1/1) - Trainer: Friedel Rausch |